# Grzybowskia
Grzybowskia es un género de foraminífero bentónico considerado un sinónimo posterior de Heterostegina de la familia Nummulitidae, de la superfamilia Nummulitoidea, del suborden Rotaliina y del orden Rotaliida. Su especie tipo era Grzybowskia multifida. Su rango cronoestratigráfico abarcaba el Priaboniense (Eoceno superior).

## Clasificación
Grzybowskia incluía a las siguientes especies:
- Grzybowskia armenica
- Grzybowskia boninensis
- Grzybowskia jasoni
- Grzybowskia multifida
- Grzybowskia reticulata